# 植物ホルモン
植物ホルモン（しょくぶつホルモン）とは、植物自身が作り出し、低濃度で自身の生理活性・情報伝達を調節する機能を有する物質で、植物に普遍的に存在し、その化学的本体と生理作用とが明らかにされた物質のことである。シロイヌナズナなどのモデル生物での実験により研究が進んだこともあり、高等植物（裸子植物と被子植物）に特有のものと思われがちであるが、シダ植物に普遍的に存在する造精器誘導物質であるアンセリディオゲン (antheridiogen) や、シダ植物・コケ植物における既知のホルモンの生理活性も知られている。動物におけるホルモンとは異なり、分泌器官や標的器官が明確ではなく、また輸送のメカニズムも共通していない。
かつては、動物のホルモンと定義を同じくしていたが、多数の植物でホルモンが発見され、上記のような特徴に加え、作用する場所や濃度に応じて、同一の物質であってもその生理活性が著しく異なるなど、動物ホルモンとの差異が明らかになるにつれ、植物ホルモンとして区別されるようになった。
合成された化学物質や、微生物などが生産する物質の中には、植物の成長や生理活性に影響を与えるものとして、植物成長物質、植物成長調節物質、成長阻害物質などが存在する。しかし、上記の定義に照らし、植物ホルモンとは区別される。

## 分類
化学的には植物ホルモンは単一の種類の物質ではない。「古典的」植物ホルモンは5つの種類に分けられる。
- オーキシン、サイトカイニン、ジベレリン（主に生長促進作用を示す）[要出典]
- アブシシン酸、エチレン（主に阻害作用を示す）[要出典]

加えて、ブラシノステロイドやジャスモン酸類、サリチル酸、システミンといったペプチドホルモンも役割を果たしている。ポリアミンは、常に存在すること、細胞内でのみシグナル機能を有すること、不可逆的に反応すること、高濃度（mM）で作用を示すことなどから植物ホルモンとはされていない。最近、ストリゴラクトン類も植物ホルモンとして認められてきた。

### 植物ホルモンの種類
- オーキシン
- ジベレリン
- サイトカイニン
- アブシシン酸
- エチレン
- ブラシノステロイド
- ジャスモン酸類
- フロリゲン[5]
- ストリゴラクトン

### ペプチドホルモン
近年、約100アミノ酸以下の比較的短鎖な分泌型ペプチドが、細胞間情報伝達に関与していることが明らかになってきた。代表的なものに、CLV3をはじめとする、CLE遺伝子群などが発見されており、受容体の解析も進みつつあるため、現在では植物ホルモンの1つのグループとしてペプチドホルモンとされている。

### 植物ホルモン様物質
以下の物質は植物ホルモンとして扱われることもある。
- サリチル酸（近年は植物ホルモンとして扱われることがほとんどを占める。）
- 一酸化窒素

### 化学構造

インドール-3-酢酸（オーキシン）
ジベレリンA3（ジベレリン）
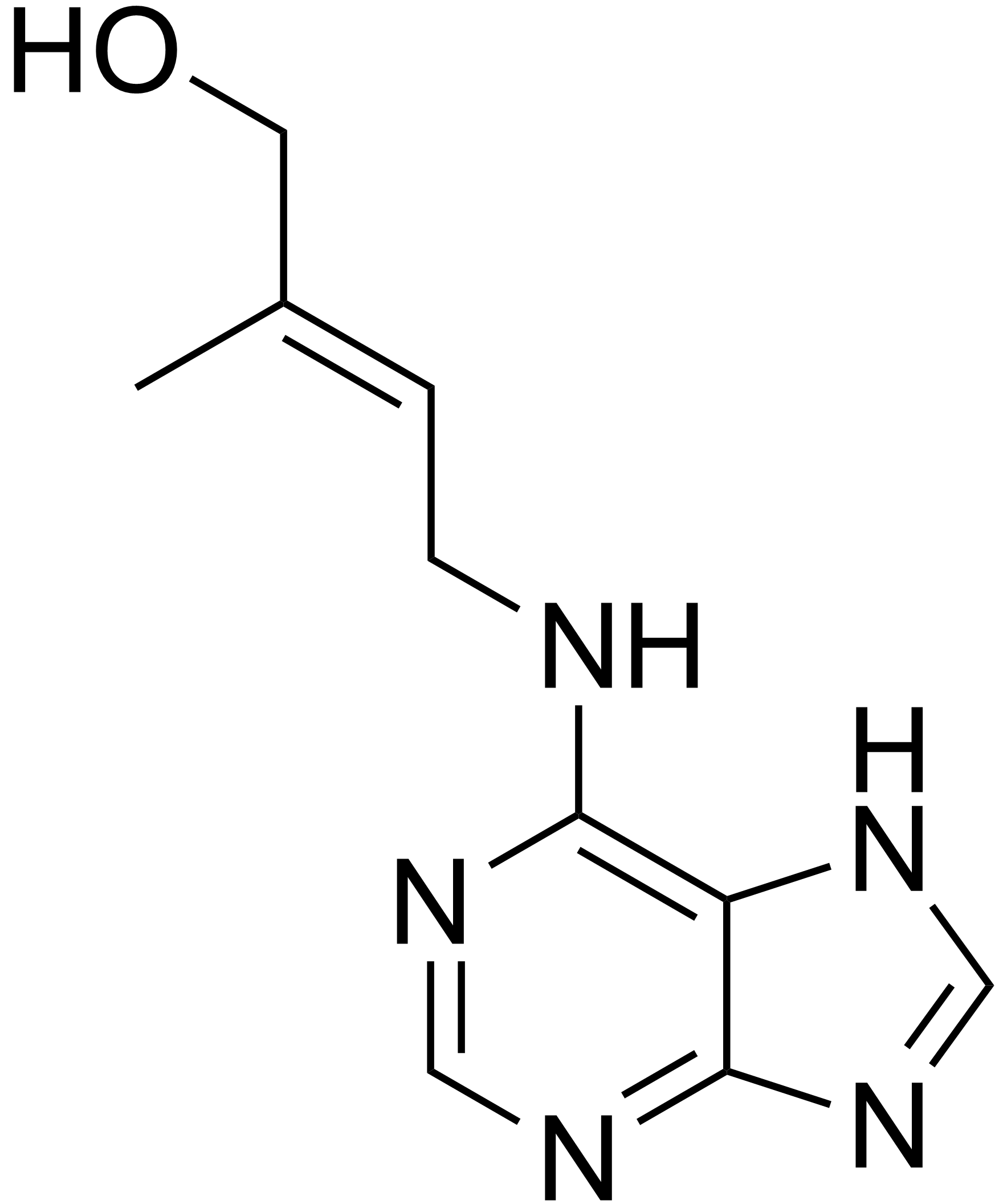
ゼアチン（サイトカイニン）
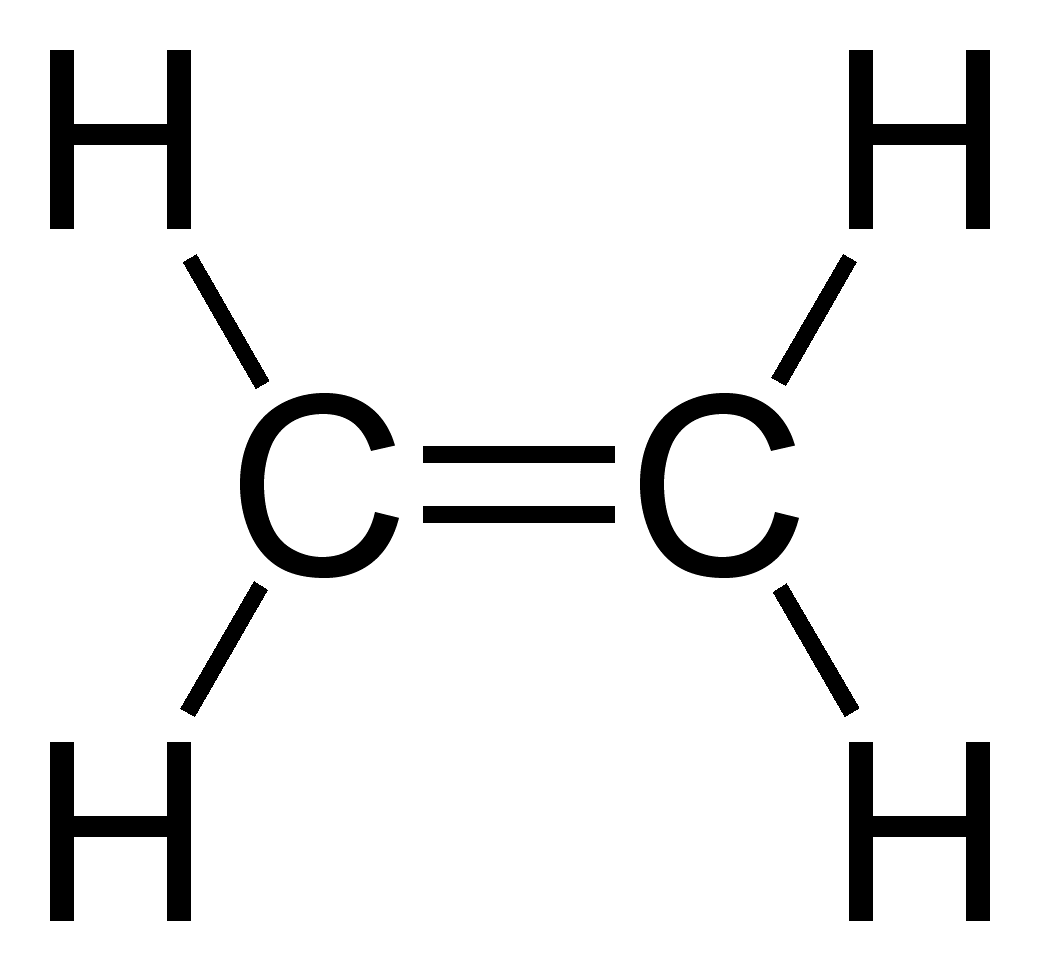
エチレン
アブシシン酸
ブラシノリド（ブラシノステロイド）
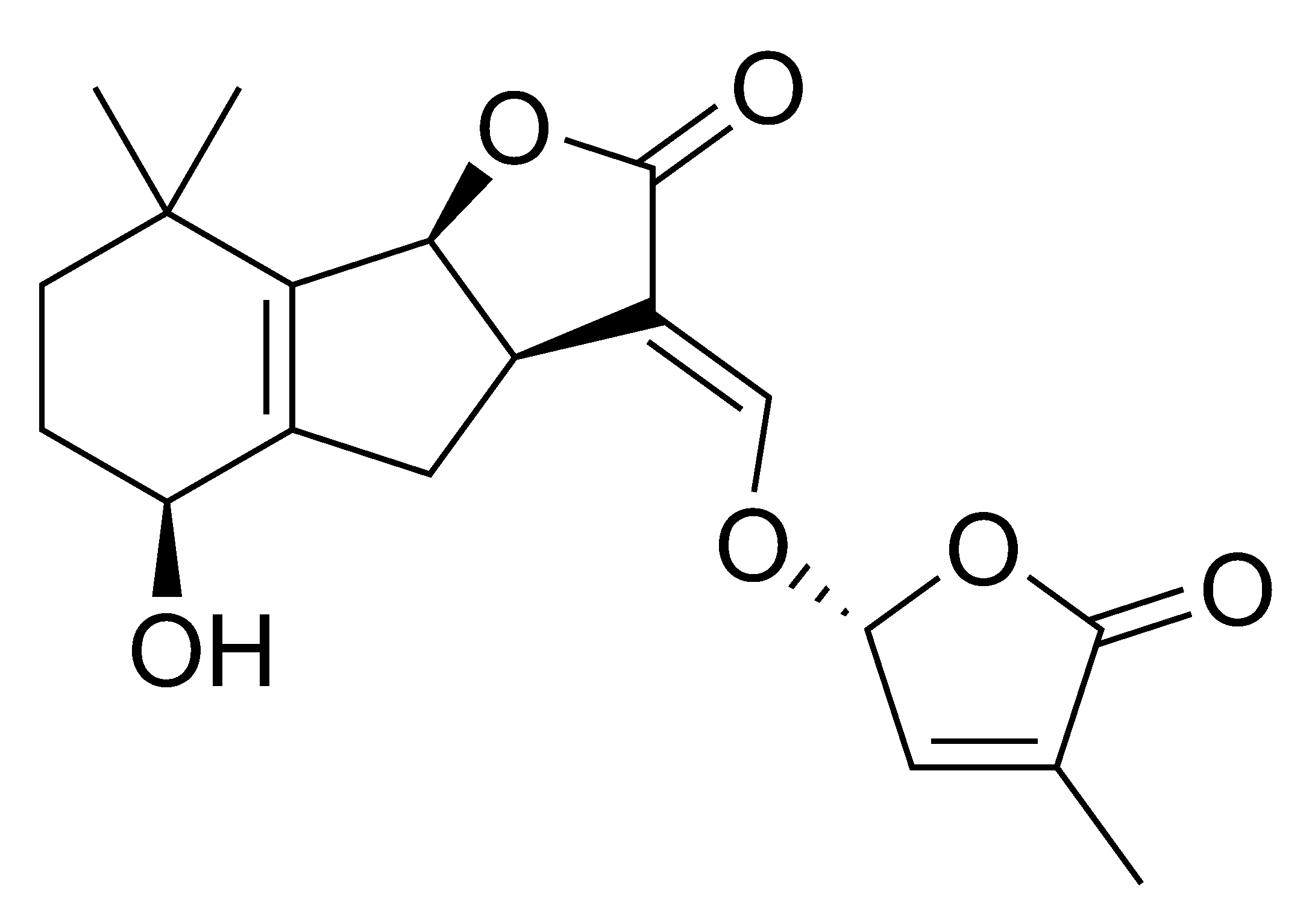
ストリゴール（ストリゴラクトン）